# Panus
Panus is een geslacht van paddenstoelen in de familie Panaceae. De naam van het geslacht werd in 1838 geldig gepubliceerd door Elias Magnus Fries. Er zijn ongeveer 85 soorten in het geslacht benoemd, waarvan er nu nog 11 als een Panus-soort worden erkend.

## Beschrijving
Volgens Fries zijn het soorten die leven op hout, met een vruchtlichaam dat vleesachtig tot lederachtig aanvoelt. De lamellen of plaatjes, waarop de sporen gevormd worden, zijn enkelvoudig en ononderbroken.

## Systematische positie
De soorten van het geslacht lijken zo sterk op die in het geslacht Lentinus Fr. (1825) (taaiplaat) dat beide geslachten vaak worden samengevoegd. In dat geval heeft de oudere naam Lentinus prioriteit over de naam Panus. Onder andere de Nederlandse Mycologische Vereniging houdt in de NDFF Verspreidingsatlas een indeling aan waarin beide geslachten zijn samengevoegd tot het geslacht Lentinus.

## Soorten
Volgens Index Fungorum telt het geslacht 41 soorten (peildatum februari 2023):
| Soortnaam                           | Auteur(s)                                 | Publicatiejaar |
| ----------------------------------- | ----------------------------------------- | -------------- |
| Panus alpacus                       | (Senthil. & S.K. Singh) Senthil.          | 2015           |
| Panus bacillisporus                 | Kauffman                                  | 1930           |
| Panus bartlettii                    | Massee                                    | 1907           |
| Panus biersianus                    | Har. & Pat.                               | 1914           |
| Panus brunneipes                    | Corner                                    | 1981           |
| Panus caespiticola                  | (Pat. & Har.) Drechsler-Santos & Wartchow | 2012           |
| Panus ciliatus                      | (Lév.) T.W. May & A.E. Wood               | 1995           |
| Panus conchatus (Trechtertaaiplaat) | (Bull.) Fr.                               | 1838           |
| Panus conglomeratus                 | Lloyd                                     | 1922           |
| Panus convivalis                    | Corner                                    | 1981           |
| Panus domicola                      | Speg.                                     | 1909           |
| Panus guaraniticus                  | Speg.                                     | 1883           |
| Panus hirtiformis                   | (Murrill) Drechsler-Santos & Wartchow     | 2012           |
| Panus hookerianus                   | (Berk.) T.W. May & A.E. Wood              | 1995           |
| Panus incandescens                  | Berk. & Broome                            | 1883           |
| Panus indicus                       | Sathe & J.T. Daniel                       | 1981           |
| Panus japonicus                     | (Yasuda) Yasuda                           | 1922           |
| Panus johorensis                    | Corner                                    | 1981           |
| Panus kinabaluensis                 | Corner                                    | 1981           |
| Panus luteolus                      | Massee                                    | 1902           |
| Panus maculatus                     | Berk.                                     | 1855           |
| Panus meruliceps                    | Peck                                      | 1906           |
| Panus murinus                       | Bres.                                     | 1915           |
| Panus natarajanianus                | Senthil.                                  | 2015           |
| Panus neostrigosus                  | Drechsler-Santos & Wartchow               | 2012           |
| Panus parvus                        | Drechsler-Santos & Wartchow               | 2012           |
| Panus piceus                        | Velen.                                    | 1930           |
| Panus piperatus                     | Beeli                                     | 1928           |
| Panus pruni                         | Velen.                                    | 1920           |
| Panus punctaticeps                  | (Berk. & Broome) T.W. May & A.E. Wood     | 1995           |
| Panus purpuratus                    | G. Stev.                                  | 1964           |
| Panus pusillus                      | Velen.                                    | 1930           |
| Panus rudis                         | Fr.                                       | 1838           |
| Panus setiger                       | (Lév.) Teng                               | 1963           |
| Panus similis                       | (Berk. & Broome) T.W. May & A.E. Wood     | 1995           |
| Panus solomonensis                  | Corner                                    | 1981           |
| Panus strigellus                    | (Berk.) Overh.                            | 1930           |
| Panus subfasciatus                  | Thongbai, Karun., C. Richt. & K.D. Hyde   | 2017           |
| Panus tahitensis                    | Reichardt                                 | 1866           |
| Panus tephroleucus                  | (Mont.) T.W. May & A.E. Wood              | 1995           |
| Panus vetustus                      | Corner                                    | 1981           |